# 제6회 부산국제어린이청소년영화제
제6회 부산국제어린이청소년영화제는 2011년 8월 12일에 열린 시상식이다.

## 수상 및 후보

### 파란하늘상
- 28주후 - 이지훈 수상
- 발자국 - 구지영 외 2명 수상
- 포차치차이 - 이미나 수상

### 넓은바다상
- 공부만하다 황천길 - 원주혜 수상
- 7942(친구사이) - 민보연 수상
- 감사합니다 - 문하얀 수상

### 맑은바람상
- 오후의 귀신소동 - 박소정 수상
- 시나브로 - 김혜빈 수상
- 개와열쇠 - 김희정 수상

### 레디~액션!
- 대한민국의 태극방패연 - 조용재 외 6명
- 싸움 - 아바 안드라스 외 1명
- 산토스 - 로라 케냐 영화제 워크숍 참가 학생들
- 마나니 오거 - 조셉 혼거 외 3명
- 마법도구 이야기 - 강병혁 외 4명
- 마이대디 이야기 - 김진영 외1명
- 들개 - 최민석
- 시계 - 이혜민
- 흔들흔들 내 이빨 - 스티브 프렌드쉽
- 킹카는 괴로워 - 김서영
- 행복한 시간 - 일레인 네스빗
- 죽음의 학교 - 헤더 얼스베리 외 6명
- 학교에서 노숙해봤어? - 현나경
- 음악실의 행복문 - 김세연
- 소원을 말해봐 - 최연희
- 뒤바뀐 몸 - 정원석

### 비키 장편 초청
- 아프리카 연합 - 뎁스 가드너-패터슨
- 샌드맨과 꿈나라 모험 - 예스퍼 묄러 외 2명
- 호랑이와 문신 - 칼라 폰 벵쏜
- 세리와 하르 - 장수영
- 집 - 박미선 외 4명
- 미안해, 고마워 - 송일곤 외 3명
- 로스트 인 아프리카 - 비베케 무아샤
- 동자 대소동 - 남기남
- 고양이 춤 - 윤기형
- 우리 형은 수퍼히어로 - 버거 라슨
- 여행자 - 우니 르콩트
- 우주쇼에 어서오세요 - 마스나리 코지

### 비키 단편 초청
- 안녕 안녕 - 유동혁 외 1명
- Tinano - 유승철
- 파이팅! 키즈컵 - 세실리아 리
- 계절의 끝 - 성치 로
- 첼로 - 타티아나 쿠르나에바
- 레옹 - 이기영
- 치치타타 - 박병현
- 미호이야기 - 박병산
- 해피버스데이 - 이승민
- 파란코끼리 - 성치 로
- 온새미로 - 전슬기
- 대필 - 곽동엽
- 스텝 - 타케시 나가타 외 1명
- 비티와 콩나무 - 수산나 코틸라이넨
- 나만 보는 세상 - 야팅 유
- 꼬끼오 - 김진동 외 2명
- 얼음나무 - 김미래
- 바바와 치치 “마옹~” - 최민지
- 맘 - 장욱상
- 코끼리 - 이민경
- 반짝반짝이는: 빛이나다 - 임민지
- 우울한 각설탕군 이야기 - 최고은
- Boy’s Robot - 강종호
- 바바야가 - 이미현
- 가장 아름다운
- 마트키즈 - 박지은

### 특별전
- 초음이의 풀잎학교 - 김보경
- 파코와 마법 동화책 - 나카시마 테츠야
- 천국의 속삭임 - 크리스티아노 보르토네
- 킥 오프 - 샤우캇 아민 코르키
- 행복한 작은새 - 푸란 데라크샨데
- 영원한 아이 - 푸란 데라크샨데
- 아라쉬의 꿈 - 푸란 데라크샨데
- 무언의 접촉 - 푸란 데라크샨데
- 러브밸리의 호랑이 - 푸란 데라크샨데
- 작은 영웅, 라술 - 푸란 데라크샨데

### 액션1318
- 풋! 고추 이야기 - 김수랑
- 치즈 트랩 - 에런 그린 외 4명
- 게임 온 - 고혜린
- 쿠키 - 고혜린
- 소꿉장난 - 김예지
- 꿈: 몽 - 허민
- 골목이야기 - 김지현

### 액션1924
- 어두운 맘속에 - 성호준
- 옛날옛날에 - 오지효
- 민주주의란 - 비드 라진
- 뮤지컬 노트 - 이지애 외 1명
- 스노우 래빗 - 이루비
- 작은 존재들의 삶 - 이고르 말러머드
- Jalil - 아나 세필로바

### 글로벌 키즈모키즈 파노라마
- 일어나! - 미디어 교육센터
- 빌링햄의 앨리스 - 지나 팰리치
- 매달린 소년 - 핑갈 그린 외 2명
- 리게롯의모험 - 조쉬 캐롤 외 1명
- 가게안에는 어떤 것들이 있을까? - 다니엘 헥터 외 20명
- 창밖의 진실 - 콘스탄티노스 칼리사스
- 일상속에서 - 다미아노스 보잔티스 외 18명
- 오늘날의 우리 - 루카스 레로바스